# Pecos Bill (film, 1948)
Pour les articles homonymes, voir Pecos Bill (homonymie).
Pour plus de détails, voir Fiche technique et Distribution.
Pecos Bill est un court métrage d'animation américain réalisé par Walt Disney Productions, sorti initialement le 27 mai 1948, comme une séquence du film Mélodie Cocktail, puis seul le 19 février 1954,. L'histoire est basée sur la nouvelle écrite par un animateur de Disney et aussi auteur, Hardie Gramatky.

## Synopsis
Après avoir chanté Blue Shadows, Roy Rogers et les Fils des Pionniers racontent à Luana Patten et Bobby Driscoll comment le légendaire Pecos Bill naquit et tomba fou amoureux de Sweet "Slue Foot" Sue.

## Fiche technique
- Titre original : Pecos Bill
- Réalisateur : Clyde Geronimi
- Scénario[2] : Erdman Penner, Joe Rinaldi
- Voix[2],[3]: Roy Rogers, Bob Nolan, Bobby Driscoll, Luana Patten
- Animateur : Edwin Aardal, Milt Kahl, Ward Kimball, Joshua Meador, Cliff Nordberg, Ken O'Brien, John Sibley, Marvin Woodward
- Décors : Claude Coats, Merle Cox, Brice Mack
- Layout : Hugh Hennesy, Lance Nolley
- Producteur : Walt Disney
- Production : Walt Disney Productions
- Distributeur : Buena Vista Pictures
- Date de sortie :
  - États-Unis, dans Mélodie Cocktail : 27 mai 1948
  - États-Unis, seul : 19 février 1954[2]
- Format d'image : Couleur (Technicolor)
- Son : Mono (RCA Sound System)
- Musique : Paul J. Smith[2]
- Durée : 23 minutes[3]
- Langue : anglais
- Pays d'origine :  États-Unis

## Voix françaises

### 1erdoublage (1951)
- Camille Guérini : le narrateur

### 2edoublage (1997)
- François Berland : le narrateur
- Guy Chapellier : Roy Rogers
- Elliott Weill : Bobby
- Manon Azem : Luana
- Pierre Laurent : un cow-boy
- Bernard Métraux, Jean-Louis Faure : des cow-boys
- Olivier Constantin : le chanteur soliste

## Commentaires
La séquence Pecos Bill est selon Maltin la première confrontation de Disney avec un héros du folklore américains. Le héros éponyme de la séquence a été animé par Ward Kimball, reconnu pour son traitement large et burlesque. Sue a été conçue par Kimball mais animée par Milt Kahl. C'est une jeune femme à l'apparence de sex-symbol avec une démarche affolante et un corps idéalisé. La séquence comprend elle aussi des scènes en prise de vue réelle mettant en scène Bobby Driscoll et Luana Patten, deux jeunes acteurs ayant participé à Mélodie du Sud (1946). Le cheval de Pecos Bill est nommé en version originale Widowmaker (le faiseur de veuve). Beck note que Kimball a réussi à placer une pointe d'humour empreinte de sexualité dans la scène où Pecos Bill embrasse Sue : les colts s'extraient de leurs holsters et se mettent à faire feu. Kimball pensait que la scène serait coupée au montage mais ce ne fut pas le cas. De plus, les scènes où Pecos Bill fume une cigarette ont été modifiées ou supprimée des versions américaines sur support. Ainsi la scène où Bill utilise un éclair de foudre pour allumer sa cigarette a été coupée. D'autres scènes ont été corrigées numériquement mais les versions européennes sur DVD conservent la version originale avec les cigarettes. Brode note que le film, tout comme Les 101 Dalmatiens (1961), comporte un message anti-tabac.

### Le mythe de Pecos Bill
Pour Thomas et Brode, le seul élément notable du film est la séquence de Pecos Bill,. Pecos Bill est une présentation des contes de l'Ouest américain au travers d'une vision du parfait cowboy même si c'est au-delà de l'ironique et une histoire épique proche d'un « Hercule américain » qui par ses travaux a façonné la nature, créant entre autres le golfe de Mexico et le Rio Grande. Pour Maltin, les meilleurs moments de cette séquence sont ceux qui dépeignent des exagérations merveilleuses. L'histoire est aussi empreinte de fortes références culturelles.
Mais cette séquence est aussi une vision cruelle du comportement adolescent vanté par le mythe du cowboy, à la fin le héros se retrouve seul, retourné avec les coyotes et hurlant à la lune, il devient ainsi un « loser (perdant) digne de pitié. » Brode analyse la séquence de Pecos Bill comme « une destruction et une lapidation par Disney du mythe du cowboy propagés par les séries B de western pour préadolescents. » À l'opposé, la séquence avec Johnny Pépin-de-Pomme présente un héros mort mais ayant accompli de nombreuses choses. La stature de demi-dieu de Pecos Bill est donc moins forte que celle du simple humain ayant réussi.
Pecos Bill est dans ce court métrage frappé par un « amour fou proche des standards, même actuels, de l'hystérie sexuelle par la vue d'une jeune femme moitié Vénus de Botticelli, moitié Maria Vargas (Ava Gardner dans La Comtesse aux pieds nus, 1954) digne d'un prélude à la page centrale dépliante de Playboy. » Brode assimile le gag visuel des colts tirant lors du premier baiser de Pecos et Sue à une éjaculation précoce, scène suivie pour Brode par l'une des premières représentations de manière positive d'une leçon d'éducation sexuelle de l'histoire du cinéma hollywoodien. Sue est à la fois très avant-gardiste, une femme libérée voulant participer à un rodéo mais en enfilant une tournure pour le jour de son mariage elle montre une facette de sa psyché qui n'a pas brisé certaines conventions féminines.
Amy Davis écrit que la séquence ne possède pas d'antagoniste ni d'opposition bien contre mal comme plus tard le film Rox et Rouky (1981). Brode ajoute que la séquence contient aussi des éléments que l'on considérerait de nos jours embarrassants vis-à-vis des amérindiens par exemple en attribuant à Pecos Bill la création du Painted Desert (désert peint) après avoir défait la tribu fictive des Injuns. Cette tribu a été imaginée par Septimus Winner dans son adaptation nommée Ten Little Indians (1868) d'une comptine, dont une adaptation britannique de 1869 a été reprise et popularisée par Agatha Christie dans le roman des Dix Petits Nègres  (1939).